# Gavarilla ianuzziae
Gavarilla ianuzziae är en spindelart som beskrevs av Ruiz, Brescovit 2006. Gavarilla ianuzziae ingår i släktet Gavarilla och familjen hoppspindlar. Inga underarter finns listade i Catalogue of Life.